# Kluyveromyces nonfermentans
Kluyveromyces nonfermentans är en svampart som beskrevs av Nagah., Hamam., Nakase & Horikoshi 1999. Kluyveromyces nonfermentans ingår i släktet Kluyveromyces och familjen Saccharomycetaceae.   Inga underarter finns listade i Catalogue of Life.